# Тілопо
Тілопо (Ptilinopus) — рід голубоподібних птахів родини голубових (Columbidae). Представники цього роду поширені в Південно-Східній Азії та Австралазії.

## Опис
Тілопо — дрібні або середнього розміру голуби, середня довжина яких варіюється від 13 до 40 см, а вага — від 50 до 500 г. Найменшим представником роду є тілопо карликовий, який розміром подібний до горобця, і середня довжина якого становить 13-15 см. Тілопо мають короткі, віялоподібні хвости. Їхнє забарвлення часто є дуже яскравим, про що свідчать назви деяких видів, наприклад, тілопо райдужного або тілопо королівського. Деяким видам притаманний яскраво виражений статевий диморфізм. Зокрема, самиця тілопо райдужного має таке ж малинове тім'я і темно-рожеві пера на хвості, що і самець, однак загалом є зеленою, тоді як у самця верхня частина спини є малиновою, а інші частини тіла мають жовте, оливкове, коричневе і сіре забарвлення.

## Поширення і екологія
Найбільше видове різноманіття тілопо спостерігається на Новій Гвінеї та на сусідніх островах, а також на Філіппінах та у біогеографічному районі Воллесії. Деякі види поширені на заході до Зондських островів, інші на півночі до Тайваня, на півдні до Австралії та на сході до Полінезії. Іноді ареал виду є дуже обмеженим. Зокрема, ареал макатейського тілопо обмежений 24 км² острова Макатеа.
Тілопо живуть в різноманітних лісах і лісових масивах, зокрема у вологих рівнинних і гірських тропічних лісах, хмарних лісах, мангрових лісах, сухих тропічних лісах або вторинних лісах. Деякі види, зокрема шишколобі, макатейські і жовтогорлі тілопо мешкають поряд з людськими житлами, наприклад в садах.
Тілопо живляться переважно плодами (особливо плодами фікусів) і ягодами. Деякі види живляться також бруньками, пагонами і дрібними безхребетними. Гніздо розміщується на деревах або в чагарникових заростях. Зазвичай, в кладці лише одне яйце. 

## Таксономія
Багато видів тілопо можуть бути додатково згруповані за географічним поширенням та за певними характеристиками. Тілопо Зондських островів і Австралії, такі як тілопо рожевоголовий і тілопо чорнокрилий, мають порівняно довші хвости, ніж інші види, а також вирізняються однотонним забарвленням голови, шиї і грудей та чорною смугою на животі. До іншої групи належать види, що мешкають на Новій Гвінеї, Молуккських островах та островах Бісмарка, зокрема тілопо молуцький і тілопо шишколобий. Вони прикметні сірим забарвленням голови і плечей а також, у деяких випадках, наростами на дзьобі. Також представникам цієї групи не притаманний статевий диморфізм. Строкаті, золотисті і жовтоголові тілопо, які є ендеміками Фіджі, та яких іноді виділяють в окремий рід Chrysoena, мають відносно невеликі розміри, компактну форму тіла, жовте або оранжеве забарвлення самців і характерну форму пір'я, яке нагадує волосся. Вони також вирізняються не характерною для голубів вокалізацією, яка включає в себе звуки, що нагадують клацання, гавкіт або свист. Нарешті, острови Тихого океану є домом для низки видів, яким притаманно зелене забарвлення тіла, малинове забарвлення тімені, утробне воркування і виразна структура пір'я на грудях. Результати молекулярного дослідження 2010 року вказують на те, що рід Ptilinopus є парафілітичним, оскільки в нього "вбудовані" роди Фунінго (Alectroenas) і Новокаледонський тілопо (Drepanoptila).

## Види
Виділяють 57 видів:
- Тілопо чорнокрилий (Ptilinopus cinctus)
- Тілопо арнгемський (Ptilinopus alligator)
- Тілопо рожевоволий (Ptilinopus dohertyi)
- Тілопо рожевоголовий (Ptilinopus porphyreus)
- Тілопо лусонський (Ptilinopus marchei)
- Тілопо жовтогрудий (Ptilinopus merrilli)
- Тілопо жовтоволий (Ptilinopus occipitalis)
- Тілопо сулавеський (Ptilinopus fischeri)
- Тілопо малазійський (Ptilinopus jambu)
- Тілопо бангайський (Ptilinopus subgularis)
- Тілопо індонезійський (Ptilinopus gularis)[12]
- Тілопо сулайський (Ptilinopus mangoliensis)[13]
- Тілопо чорногорлий (Ptilinopus leclancheri)
- Тілопо жовточеревий (Ptilinopus bernsteinii)
- Тілопо довгохвостий (Ptilinopus magnificus)
- Тілопо оливковоголовий (Ptilinopus perlatus)
- Тілопо новогвінейський (Ptilinopus ornatus)
- Тілопо вануатський (Ptilinopus tannensis)
- Тілопо золотолобий (Ptilinopus aurantiifrons)
- Тілопо жовтоплечий (Ptilinopus wallacii)
- Тілопо смугастобокий (Ptilinopus superbus)
- Тілопо райдужний (Ptilinopus perousii)
- Тілопо фіджійський (Ptilinopus porphyraceus)
- Тілопо мікронезійський (Ptilinopus ponapensis)[14][15]
- Тілопо косрейський (Ptilinopus hernsheimi)[16]
- Тілопо палауський (Ptilinopus pelewensis)
- Тілопо раротонзький (Ptilinopus rarotongensis)
- Тілопо маріанський (Ptilinopus roseicapilla)
- Тілопо королівський (Ptilinopus regina)
- Тілопо соломонський (Ptilinopus richardsii)
- Тілопо рожевогрудий (Ptilinopus speciosus)[17][18]
- Тілопо таїтянський (Ptilinopus purpuratus)
- Тілопо золоточеревий (Ptilinopus chrysogaster)[19]
- Тілопо макатейський (Ptilinopus chalcurus)
- Тілопо атоловий (Ptilinopus coralensis)
- Тілопо червоночеревий (Ptilinopus greyi)
- Тілопо рожеволобий (Ptilinopus huttoni)
- Тілопо білолобий (Ptilinopus dupetithouarsii)
- † Тілопо червоновусий (Ptilinopus mercierii)
- Тілопо гендерсонський (Ptilinopus insularis)
- Тілопо фіолетоволобий (Ptilinopus coronulatus)
- Тілопо білогорлий (Ptilinopus pulchellus)
- Тілопо синьолобий (Ptilinopus monacha)
- Тілопо гірський (Ptilinopus rivoli)
- Тілопо бузковогрудий (Ptilinopus solomonensis)
- Тілопо червоноволий (Ptilinopus viridis)
- Тілопо білоголовий (Ptilinopus eugeniae)
- Тілопо аруйський (Ptilinopus iozonus)
- Тілопо шишколобий (Ptilinopus insolitus)
- Тілопо сіроголовий (Ptilinopus hyogastrus)
- Тілопо молуцький (Ptilinopus granulifrons)
- Тілопо жовтогорлий (Ptilinopus melanospilus)
- Тілопо карликовий (Ptilinopus nainus)
- Тілопо негроський (Ptilinopus arcanus)
- Тілопо строкатий (Ptilinopus victor)
- Тілопо золотистий (Ptilinopus luteovirens)
- Тілопо жовтоголовий (Ptilinopus layardi)

## Етимологія
Наукова назва роду Ptilinopus походить від сполучення слів дав.-гр. πτιλον — перо, πους — стопа.